# Лавовое озеро
Ла́вовое о́зеро (иногда озеро, бассейн, пруд лавы) — широкое углубление с отвесными стенками, заполненное огненно-жидкой лавой. Озеро лавы может достигать в диаметре нескольких сотен метров.
Оно представляют собой большие объёмы раскалённой лавы, обычно базальтовой, содержащейся в кратере или широком углублении. Это могут быть и частично расплавленные лавовые озёра, при их застывании образуется ровная поверхность застывшего лавового озера (внутренние слои могут остывать несколько лет, см. Килауэа-Ики).

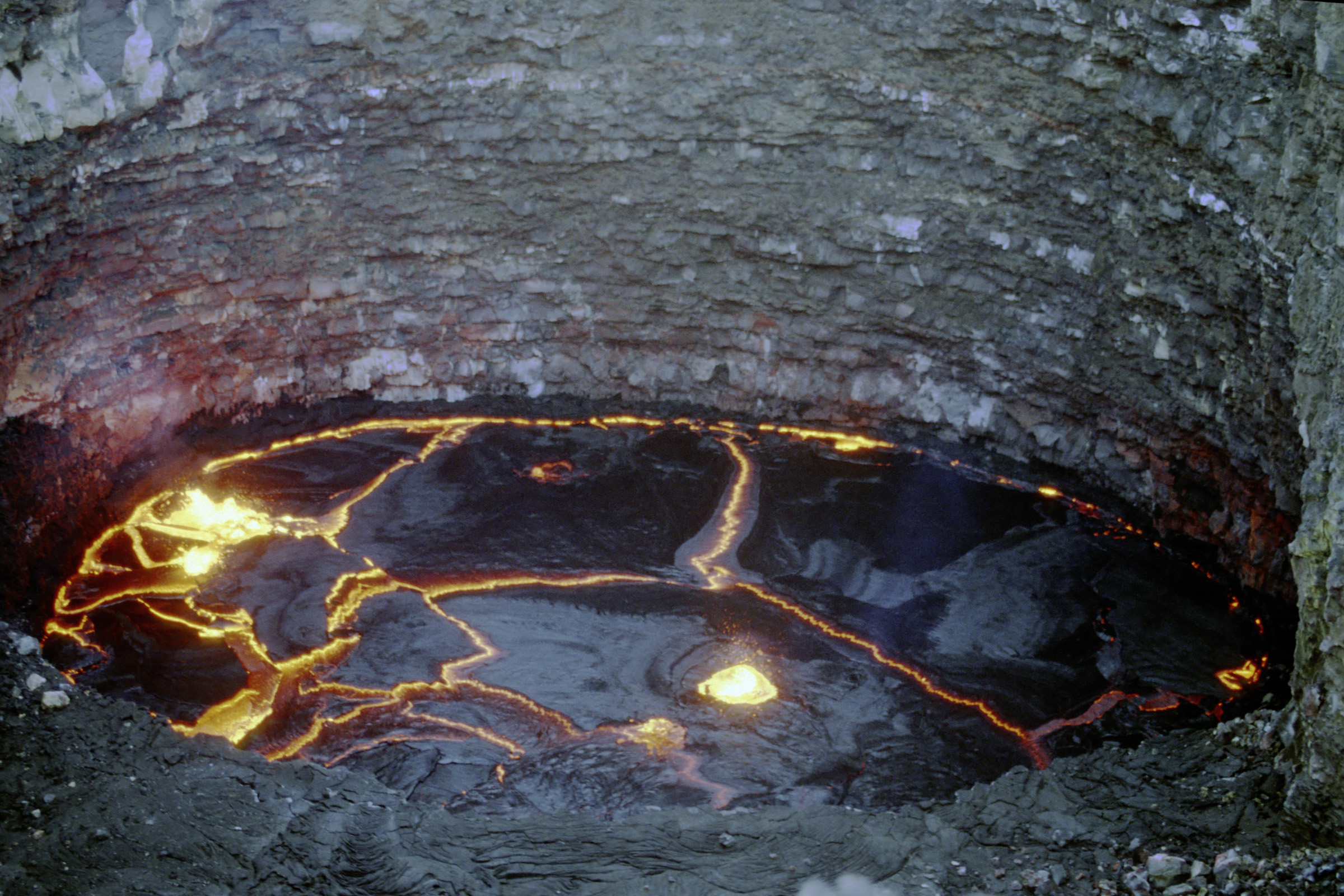
Озеро лавы на вулкане Эрта Але, Эфиопия

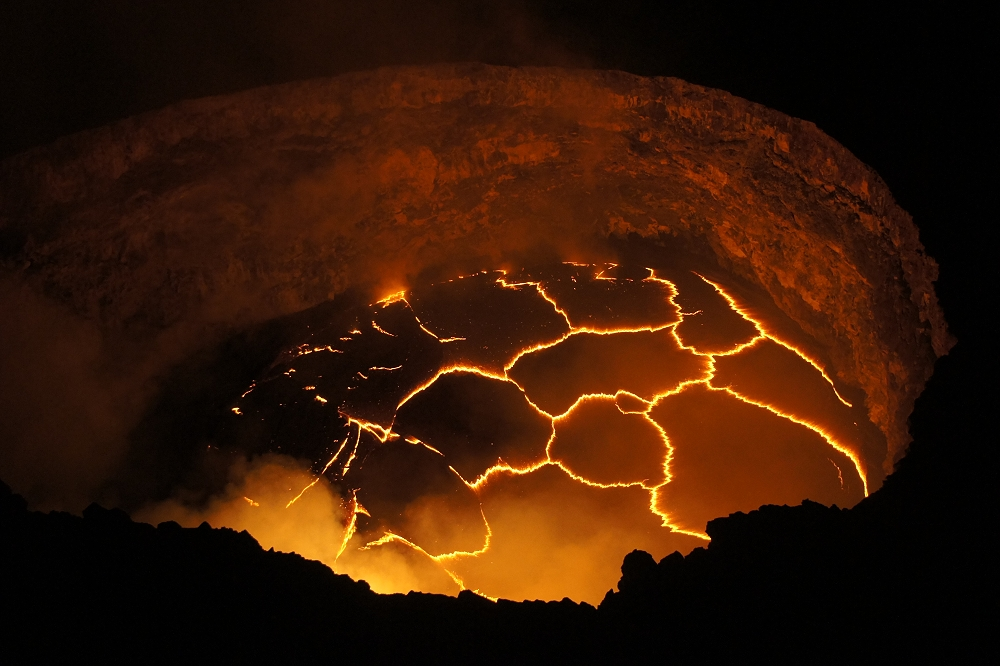
Лавовое озеро, Кратер Халемаумау в Килауэа

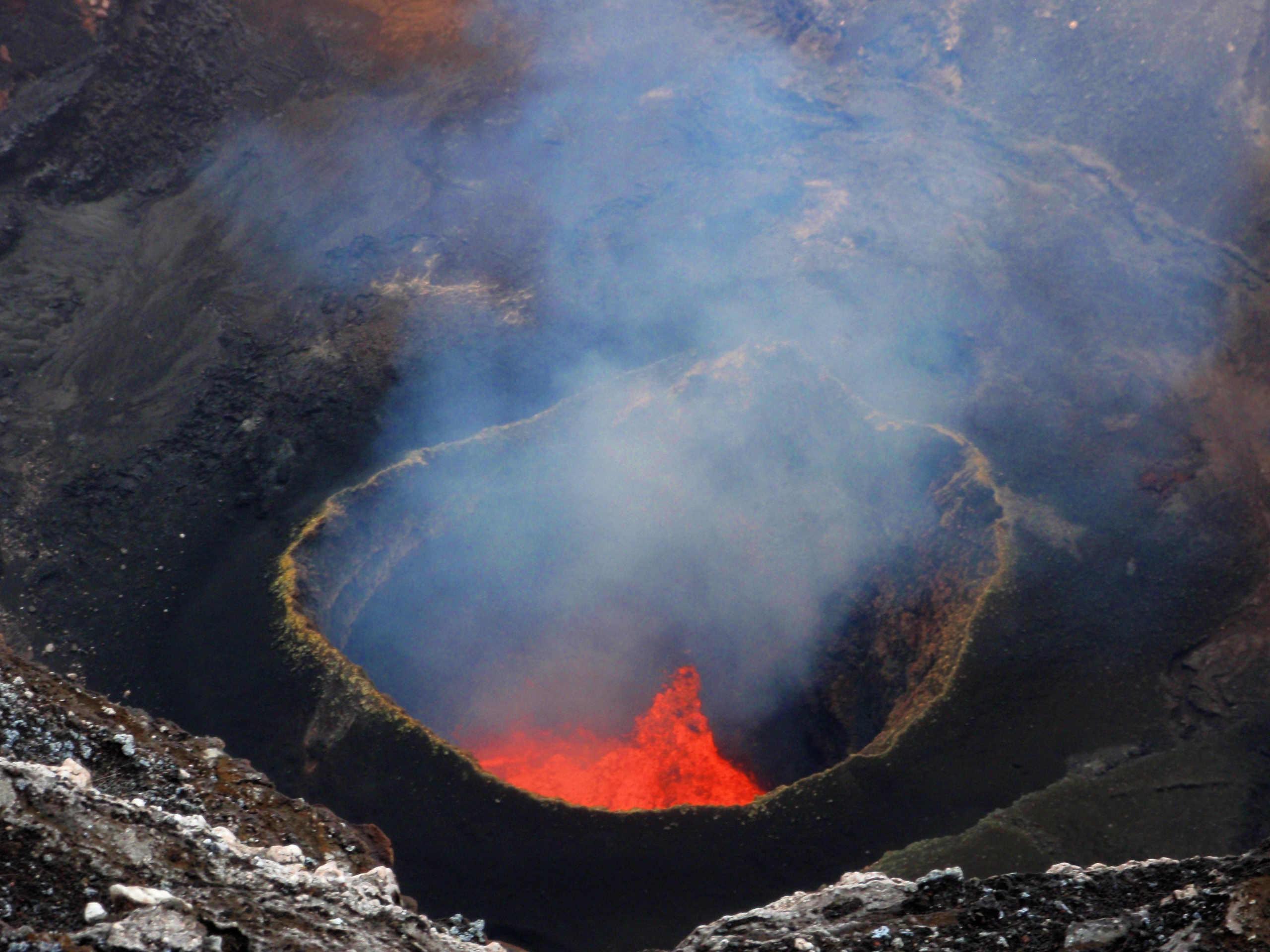
Озеро лавы в кратере Марум, Амбрим, Вануату

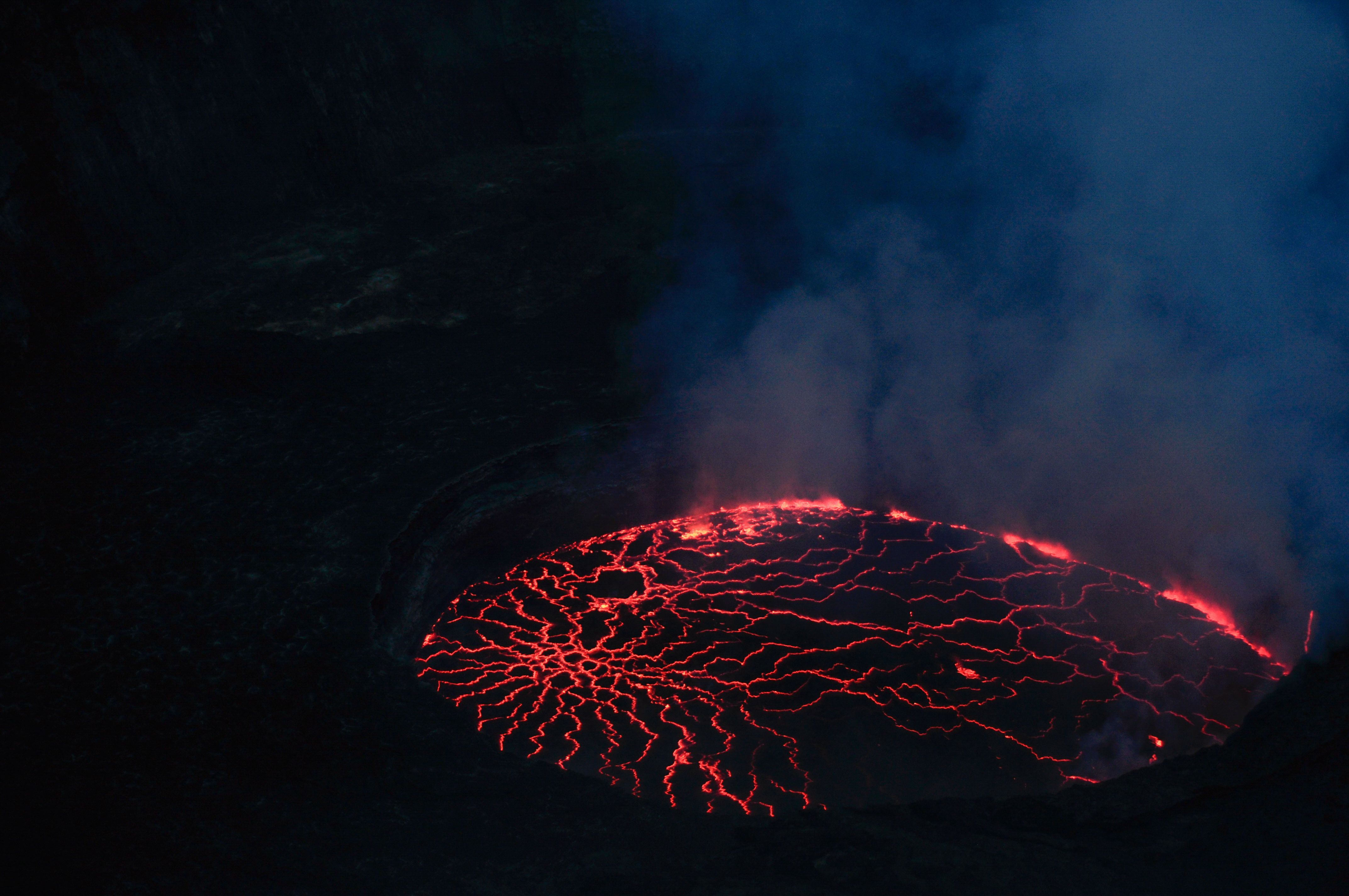
Ньирагонго

## Образование озера лавы
Лавовые озёра могут образовываться несколькими способами:
- из одного или нескольких отверстий в кратере вулкана, извергающем достаточно лавы, чтобы частично заполнить кратер
- когда лава изливается в кратер или понижение рельефа и частично их заполняет
- на вершине нового вентиляционного отверстия, которое непрерывно извергает лаву и медленно образует кратер, постепенно возвышающийся над окружающей поверхностью.

## Распространение на Земле
Лавовые озёра встречаются на различных вулканических системах, от базальтового озера Эрта Але в Эфиопии и андезитобазальтового вулкана Вильяррика, Чили, до уникального фонолитического лавового озера на горе Эребус, Антарктида. Было замечено, что озёра из лавы проявляют различные виды поведения.
Во время извержения вулкана Мауна-Улу на острове Килауэа, Гавайи, в 1969-1971 гг. Наблюдалось «постоянно циркулирующее, стационарное» лавовое озеро. В отличие от этого, лавовое озеро во время извержения Пу’у’а в 1983—1984 годах на Килауэа показало циклическое поведение с периодом 5-20 минут; газ «пробивал поверхность» озера, и лава быстро стекала обратно по каналу перед началом новой фазы активности озера. Наблюдаемое поведение находится под влиянием комбинированного воздействия давления внутри коллектора, распада и декомпрессии пузырьков газа в канале и, возможно, распада пузырьков внутри магматического коллектора. На это накладывается эффект пузырьков, поднимающихся через жидкость, и слияния пузырьков внутри канала. Взаимодействие этих эффектов может создать либо устойчивое рециркулирующее озеро, либо уровень озера, который периодически повышается, а затем понижается.

### Примеры лавовых озёр
Стойкие лавовые озёра — редкое явление. Лишь на нескольких вулканах за последние десятилетия образовалось несколько устойчивых озёр:
- Амбрим, Вануату
- Картала, Коморские острова
- Килауэа, Гавайи (остров)
- Масая (вулкан), Никарагуа
- Ньирагонго, Демократическая Республика Конго
- Гора Майкл, остров Сондерс, Южные Сандвичевы острова[6]
- Эребус, Остров Росса, Антарктида[7]
- Эртале,[8] Эфиопия имеет два лавовых озера.
- Ясур, Вануату

На Килауэа было два устойчивых лавовых озера:
- Кратер Халемаумау в пределах вершинной кальдеры
- Пуу-Оо на восточной рифтовой зоне вулкана[9].

В мае 2018 года оба этих лавовых озера исчезли из-за повышенной активности в восточной рифтовой зоне Килауэа. Однако Гавайская вулканическая обсерватория уверена, что лавовое озеро Халема’умау в конечном итоге вернется.
Лавовое озеро Ньирагонго обычно было самым большим и самым объемным в новейшей истории, достигая 700 метров в ширину в 1982 году хотя считается, что во время испанского завоевания Масая располагал ещё большим лавовым озером, шириной 1000 метров в 1670 году. Озеро лавы в Масая вернулось в январе 2016 года.
В дополнение к вышеупомянутым стойким лавовым озёрам также наблюдалось определённое количество случаев появления временных лавовых озёр (иногда называемых лавовыми прудами или лавовыми бассейнами, в зависимости от их размера и природы).

## Галерея

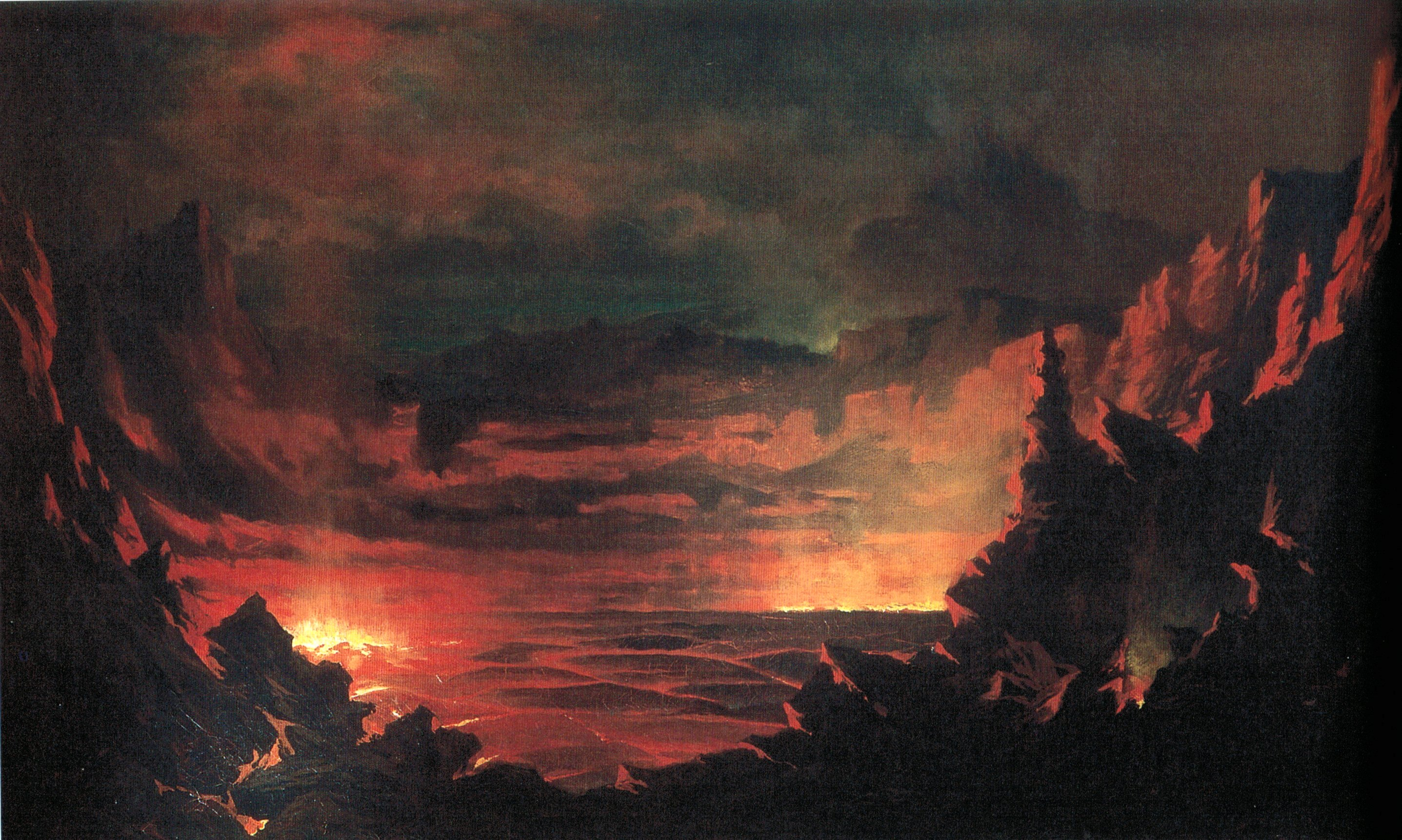
«Кальдера Килауэа». Рисунок Жюля Тавернье[англ.], 1885
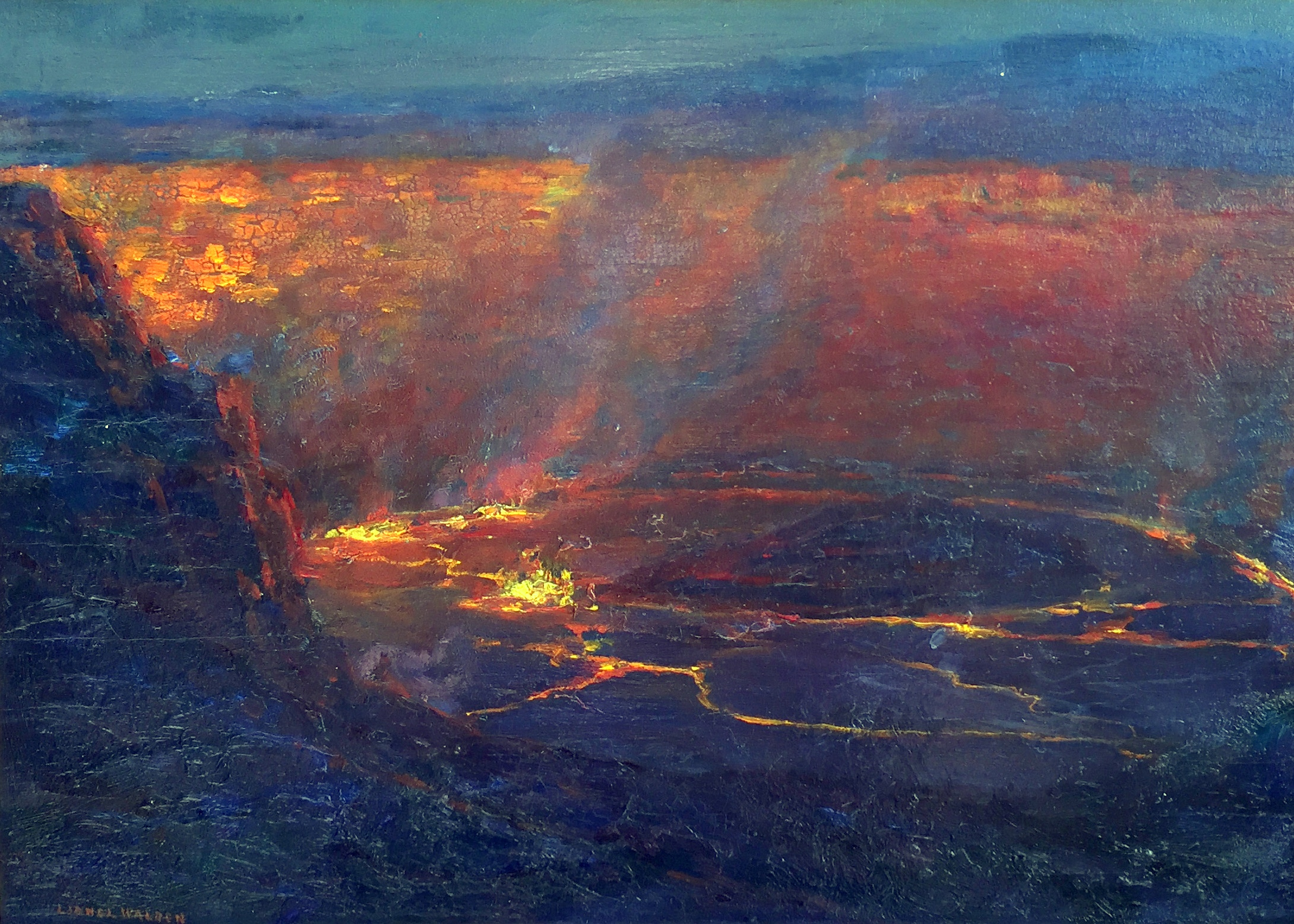
Килауэа. Рисунок, 1915
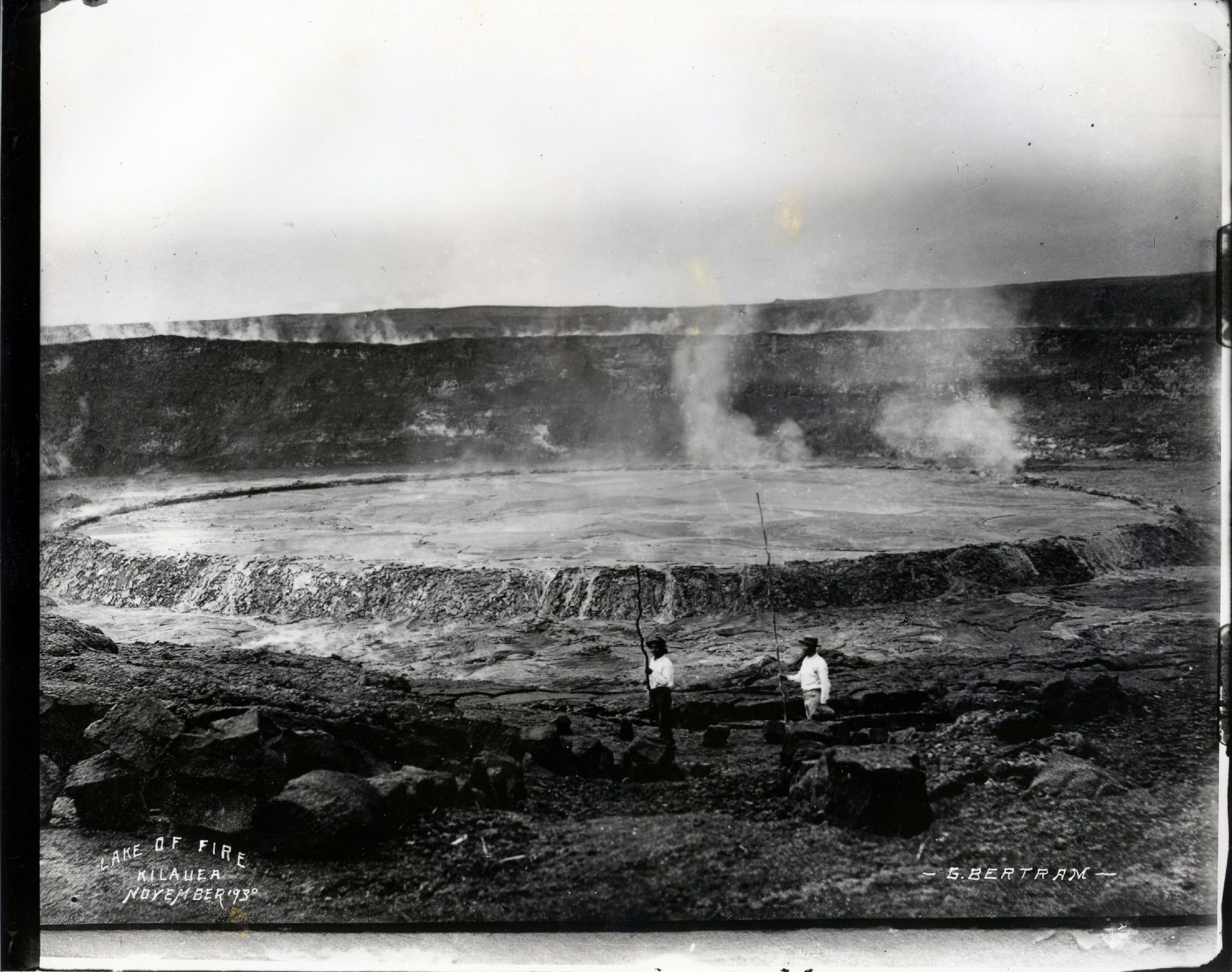
Остывающее озеро лавы, 1930
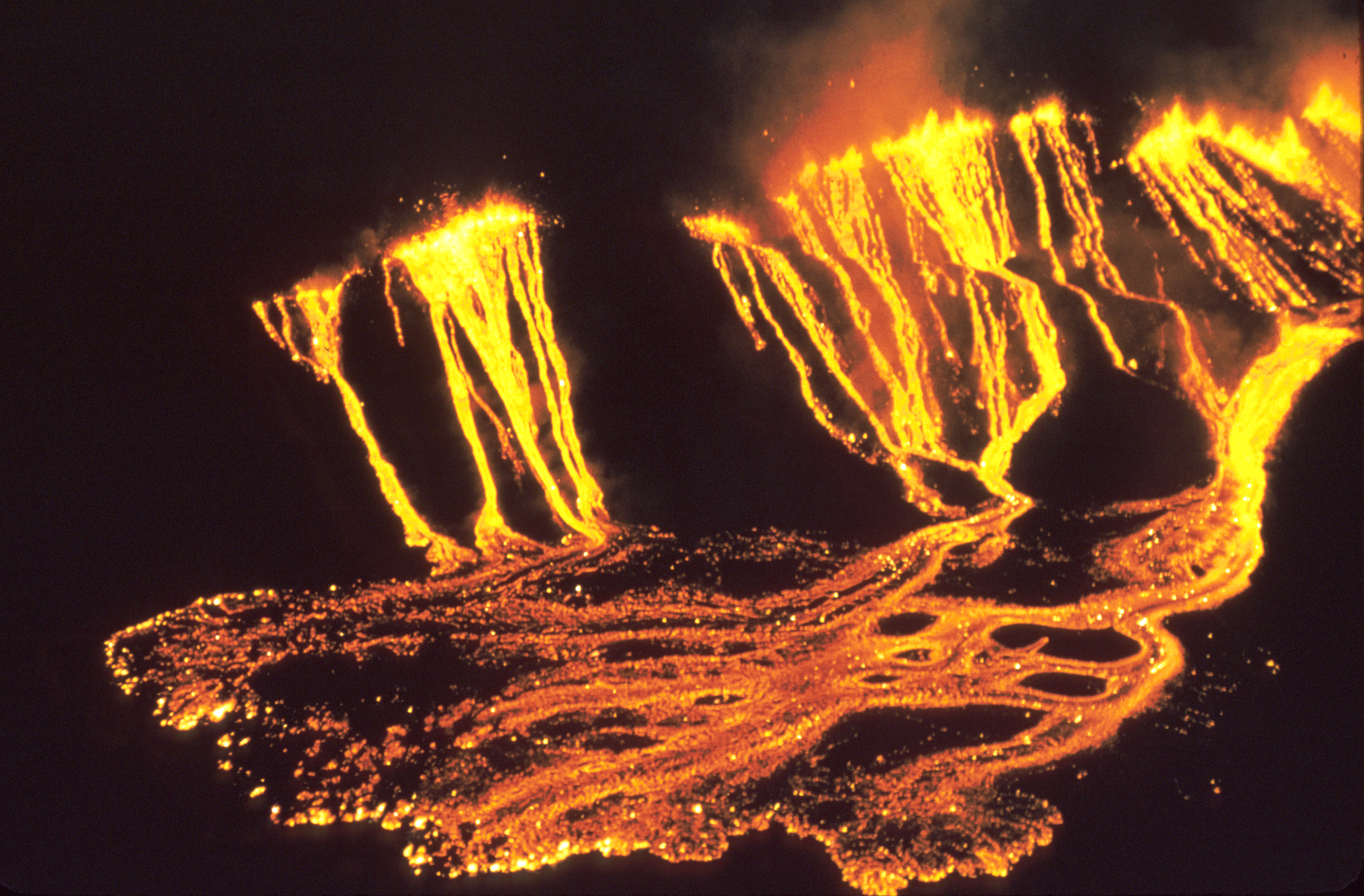
Наполнение лавового озера Килауэа-Ики, 1959
- Килауэа (Ускоренное видео), 2016
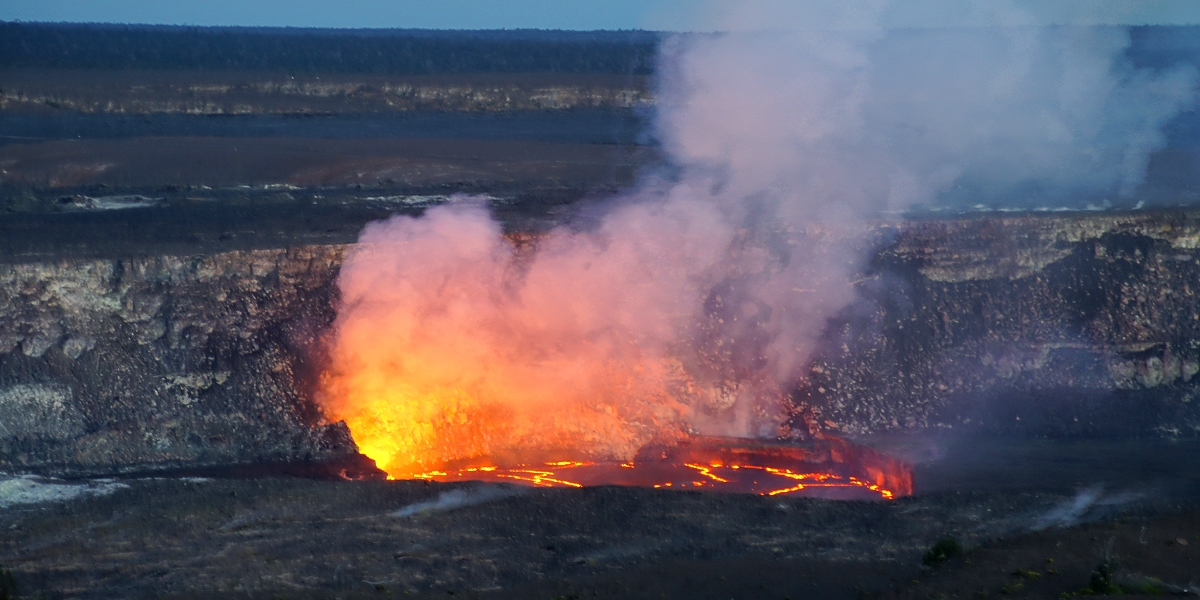
Халемаумау, 2017

## На других планетах
Ио (спутник):
- Пеле (вулкан)
- Патера Локи
- Патера Янус